# Szampan (film)
Szampan (ang. Champagne) – angielski, film niemy w reżyserii Alfreda Hitchcocka z 1928 roku oparty na powieści Waltera C. Mycrofta. 

## Treść
Córka milionera, Betty, podczas swojej podróży trwoni swój dobytek. Z braku funduszy zaczyna pracować w kabarecie. Odnajduje ją ojciec, którego zachowanie córki rozczarowuje. Postanawia wydać ją za mąż za przypadkowego człowieka.

## Główne role
- Betty Balfour - Betty
- Gordon Harker - Mark, ojciec Betty
- Jean Bradin - chłopiec
- Ferdinand von Alten - mężczyzna